# ماكس هنت
ماكس هنت (بالإنجليزية: Max Hunt)‏ هو لاعب كرة قدم بريطاني، ولد في 1 مايو 1999 في تشيسترفيلد في المملكة المتحدة. لعب مع نادي مانسفيلد تاون.